# La Vie à une
La Vie à une est un téléfilm franco-belge réalisé par Frédéric Auburtin et diffusé pour la première fois le 24 mars 2008 sur TF1.

## Synopsis
Une jeune femme en instance de divorce doit trouver un travail pour obtenir la garde de ses enfants. À la suite d'un quiproquo, elle est engagée comme assistante de direction dans une grande entreprise...

## Fiche technique
- Scénario : Olivier Dujols et Olivier Marvaud
- Pays :  France,  Belgique
- Production : Stéphane Drouet et Matthieu Viala
- Durée : 91 minutes
- Lieu de tournage : La Rochelle

## Distribution
- Claire Keim : Élisa Beaufort
- Jean-Pierre Michael : Laurent
- Bruno Putzulu : Julien Beaufort
- Linda Hardy : Karine
- Serge Hazanavicius : Martin Verdon
- Jules Rouxel : Quentin
- Julie Lefevre : Chloé
- Frédérique Tirmont : madame Kersec
- Stéphane Boucher : le DRH
- Eric Naggar : l'avocat d'Élisa
- Cécile Bois : Elisa Monceau
- Fanny Gilles : La sœur de Laurent
- Didier Pain : Le juge
- Lucia Sanchez : La baby-sitter
- Pascal Ternisien : L'inspecteur DDASS

## Tournage
- Le film a été tourné en août 2007 à la Rochelle
- Trois des acteurs du téléfilm se retrouveront en 2012 dans Nom de code : Rose d'Arnauld Mercadier à savoir Claire Keim, Serge Hazanavicius et Eric Naggar.